# Manjushri

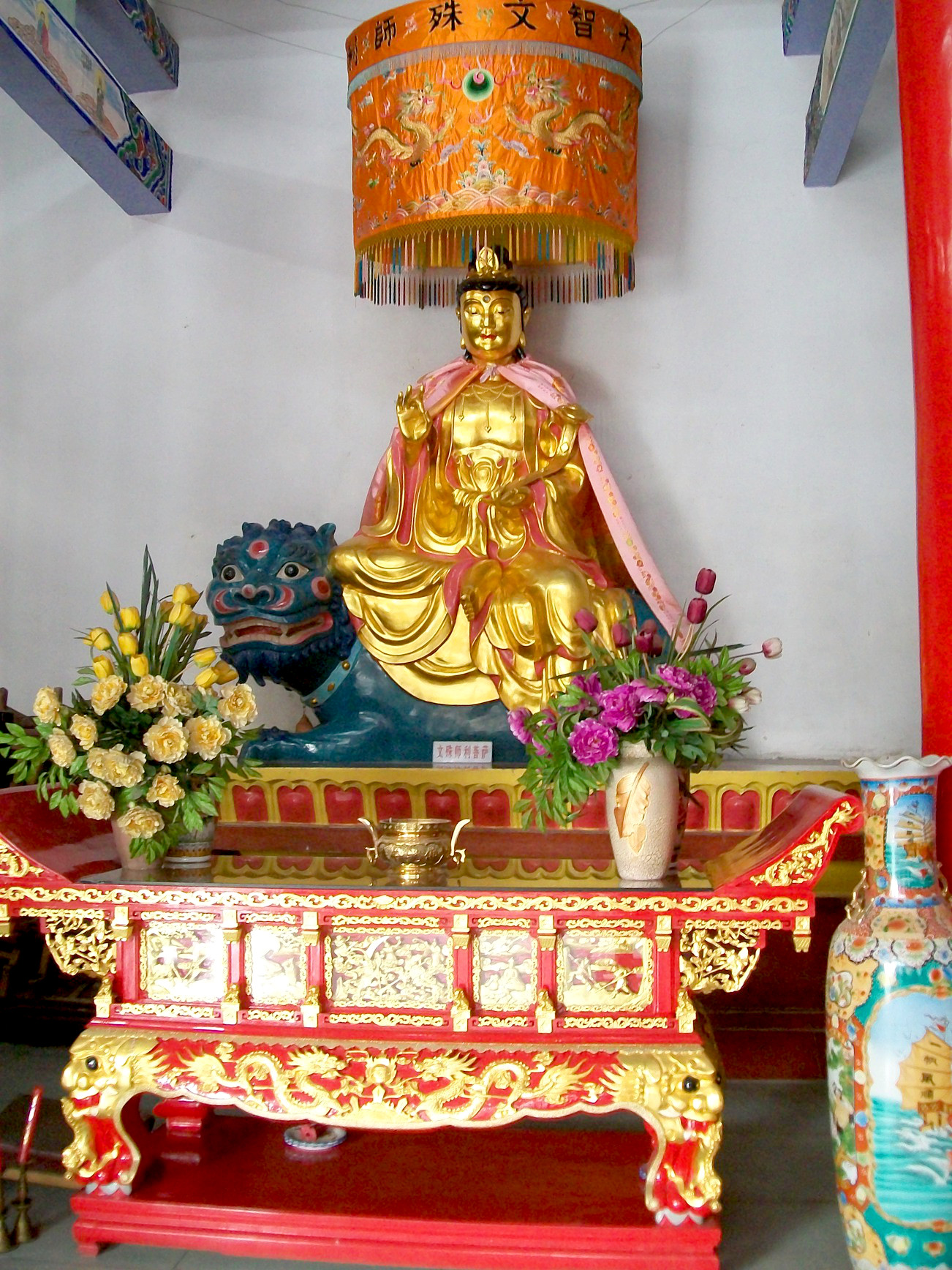
Altaar van Manjushri

Manjushri is zowel een boeddha als een bodhisattva - een emanatie van Vairocana.
Manjushri behoort samen met Avalokitesvara en Vajrapani tot de drie grote bodhisattva's. Hij helpt om de onwetendheid te overwinnen en wijsheid te bereiken.
In zijn mannelijke rechterhand, ook wel methodenhand genoemd, draagt hij een zwaard dat door de onwetendheid snijdt en tegelijkertijd als een fakkel licht in de duisternis brengt. In de vrouwelijke linkerhand, of wijsheidshand, draagt hij het boek van transcendente wijsheid.